# Пудов, Владимир Сергеевич
Влади́мир Серге́евич Пу́дов (13 июля 1952, Бухара, УзССР, СССР - 5 августа 2022, Майкоп, республика Адыгея) — советский и российский государственный и религиозный деятель. 
Инспектор отдела по делам протестантских церквей, иудейской религии и сект Совета по делам религий при Совете министров СССР (1987—1991). Член Совета по взаимодействию с религиозными объединениями при Президенте Российской Федерации (1994—2007).
Президент Синода Евангелическо-Лютеранской церкви Аугсбургского исповедания в России (2007—2018).
В июле 2022 года вернулся в Евангелическо-Лютеранскую церковь Аугсбургского исповедания и (по просьбе верующих) принял пост генерального ординария и президента Генерального Синода, который занимал до своей смерти.
Умер 5 августа 2022 года на отдыхе в Майкопе.

## Биография
Родился 13 июля 1952 года в Бухаре, когда его родители-москвичи в 1951—1953 годах находились в командировке на строительстве маслозавода. 
В 1953 году семья вернулась обратно в Москву.
Получил неполное среднее образование и окончил городское профессионально-техническое училище.
С 1971 году работал элетромонтёром в московском конструкторско-производственном комплексе «Универсал», затем там же техником-инструктором и инженером-конструктором в конструкторском бюро.
В 1969—1974 годах учился на вечернем отделении Московского индустриального техникума (ныне — Московский индустриальный колледж Московского государственного индустриального университета).
В 1981—1987 годах учился на очном отделении философского факультета МГУ имени М. В. Ломоносова. По собственным словам собирался идти преподавать философию в Московский автомобильно-дорожный институт, но выбрал Совет по делам религий, поскольку там платили больше (180 рублей вместо 120), а также он себя не видел в качестве преподавателя.
В 1987—1991 годах был инспектором отдела по делам протестантских церквей, иудейской религии и сект Совета по делам религий при Совете министров СССР, где занимался адвентистами, лютеранами и меннонитами. Участвовал в работе по регистрации в 1988 году Международного общества сознания Кришны и в согласовании выезда 70 кришнаитов заграницу для совершения паломничества, отмечая при этом, что это был первый случай, поскольку «ещё никого не пускали: ни православных, ни мусульман». В 1994—2007 годах — член Совета по взаимодействию с религиозными объединениями при Президенте Российской Федерации.  
В 1992—1995 годах работал директором строительной фирмы. 
В 1991 году обратился в лютеранство. В 1992—1995 года — член Немецкой евангелическо-лютеранской церкви в России (ныне Евангелическо-лютеранская община святых Петра и Павла). C 1995 года является главой представительства ЕЛКРАС в Москве. В 2000 году окончил Теологическую семинарию Евангелическо-лютеранской церкви. В 2003—2005 годах по благословению патриарха Алексия II учился в Московской духовной академии на заочном отделении. В 2006 году подал в отставку со всех постов в ЕЛКРАС и заявил о намерении создать отдельную лютеранскую церковь. Совместно с Константином Адреевым и другими служителями зарегистрировал Евангелическо-лютеранскую церковь Аугсбургского исповедания (ЕЛЦ АИ), которая впоследствии стала существовать как независимая лютеранская церковь. 14 февраля 2018 года вышел из состава ЕЛЦ АИ.
По просьбе бывших и действующих служителей ЕЛЦ АИ в ноябре 2019 года учредил Синод Евангелических Церквей Аугсбургского Вероисповедания, ставший надцерковной организацией, объединяющей служителей, мирян, общины и церкви лютеранского вероисповедания. 
В июле 2022 года вернулся в Евангелическо-Лютеранскую церковь Аугсбургского исповедания и (по просьбе верующих) принял пост генерального ординария и президента Генерального Синода.
В конце июля 2022 года уехал в город Майкоп, Адыгея на санаторно-курортное лечение. А через несколько дней перестал выходить на связь. Выяснилось, что он умер в своей комнате в санатории от острой сердечной недостаточности. Благодаря служителям ЕЛЦ АИ были организованы похороны в Майкопе.

## Награды
- Орден Дружбы (11 августа 2000) — за большой вклад в укрепление гражданского мира и возрождение духовно-нравственных традиций[7][8].
- Почётная грамота Правительства Москвы (10 июля 2002) — за большой вклад в дело укрепления межконфессионального мира и согласия в Москве и в связи с 50-летием со дня рождения[9].
- Золотая и серебряная медали ЕЛЦ[2].

## Публикации
- Пудов B. C. Кришнаиты-вайшнавы в СССР // На пути к свободе совести / Ред. Т. Б. Рябикова. — М.: Прогресс, 1989. — С. 466—477. — 49 000 экз. — ISBN 5010027283.

## Отзывы
В 1994 году в газете «Русская мысль» А. В. Щипков отметил следующее:
Нуждаясь в умелых организаторах, руководство ЕЛЦвР не боится принимать неординарные решения. Её интересы во властных структурах представляет опытный чиновник, бывший сотрудник Совета по делам религий Владимир Пудов. В восьмидесятых годах он являлся специалистом по протестантизму и нынче владеет обширными архивными знаниями. Наряду с опытом работы и сохранившимися связями это помогает ему ориентироваться в обстановке и приносить пользу неопытным в подобных вопросах лютеранам. Пудов является официальным представителем ЕЛЦвР в Москве.
На торжественном приеме по случаю избрания епископа я с интересом познакомился с г-ном Пудовым. Он рассказал, что всегда был человеком широких взглядов и, даже будучи членом КПСС, не страдал догматизмом, помогая всем, кому мог: в частности, добился регистрации Общества сознания Кришны, которым несколько лет назад в этой юридической формальности пытался отказать Минюст. Сегодня Владимир Пудов – лютеранин и размышляет о своем возможном пасторском служении.